# Cellarinella dubia
Cellarinella dubia är en mossdjursart som beskrevs av Campbell Easter Waters 1904. Cellarinella dubia ingår i släktet Cellarinella och familjen Sclerodomidae. Inga underarter finns listade i Catalogue of Life.